# Odilon Vieira Gallotti
Odilon Vieira Gallotti (Tijucas, 1 de janeiro de 1888 – Rio de Janeiro, 4 de novembro de 1959) foi um médico brasileiro.
Filho de Benjamin Gallotti e de Maria Vieira Gallotti. Doutorado pela Faculdade de Medicina do Rio de Janeiro em 1914, defendendo a tese “Os Hormônios: sua importância em Neuriatria e Psychiatria”. Foi eleito membro da Academia Nacional de Medicina em 1932, sucedendo Faustino Monteiro Esposel na Cadeira 58, que tem Aloísio de Castro como patrono.
Foi responsável pela tradução de uma das principais obras de Sigmund Freud, "A Interpretação dos Sonhos", que foi publicada pela Editora Guanabara, Waissman, Koogan, Ltda., do Rio de Janeiro, em 1935.